# Парафілія

Плазуни (Reptilia) у традиційному розумінні (зафарбовані блакитним) як приклад парафілетичної групи. З погляду філогенетичної систематики, цю групу розформовують на дрібніші: черепах (Testudines), лускатих (Lepidosauria) і крокодилових (Crocodilia), або утворюють монофілетичну групу зауропсидів (Sauropsida), включаючи до неї птахів (Aves).

Парафі́лія (від дав.-гр. παρά — поряд і φυλή — сімейний клан) — поняття, що виникло в результаті додання більшої строгості поняттю монофілії в рамках філогенетичної систематики. Парафілетичними групами називають групи, що включають лише частину нащадків гіпотетичного загального предка (формальніше визначення свідчить: парафілетична група отримується з монофілетичної шляхом вилучення зі складу останньої однієї термінальної групи.
З точки зору кладистики, парафілетичні групи розглядаються як немонофілетичні, разом з поліфілетичними і, отже, не мають права на існування в систематиці. З погляду так званої традиційної систематики, парафілія — один з видів монофілії. Прихильники традиційної систематики вважають за можливе зберігати в системі парафілетичні групи. Парафілетичну групу неможливо схарактеризувати унікальними синапоморфіями. Усі загальні властивості, які можна вказати для її представників, належать до симплезіоморфій (успадковані від віддаленіших предків, ніж найближчий загальний предок представників групи) або гомоплазій (виникли у різних представників досліджуваної групи незалежно).
Характерні приклади широко відомих парафілетичних груп: первинно-безкрилі комахи, безхребетні, риби, плазуни. У наш час[коли?] жодна з цих груп не визнана науковою систематикою, яка дотримується кладистичних принципів: вони або розділені на дрібніші монофілетичні групи, або, навпаки, їх об'єм розширений внаслідок включення інших груп, що раніше не належали до них.